# Кузино
Кузѝно (на италиански: Cusino; на ломбардски: Cüsìn, Кюзин) е село и община в Северна Италия, провинция Комо, регион Ломбардия. Разположено е на 800 m надморска височина. Населението на общината е 217 души (към 2017 г.).